# Polo Costa das Dunas

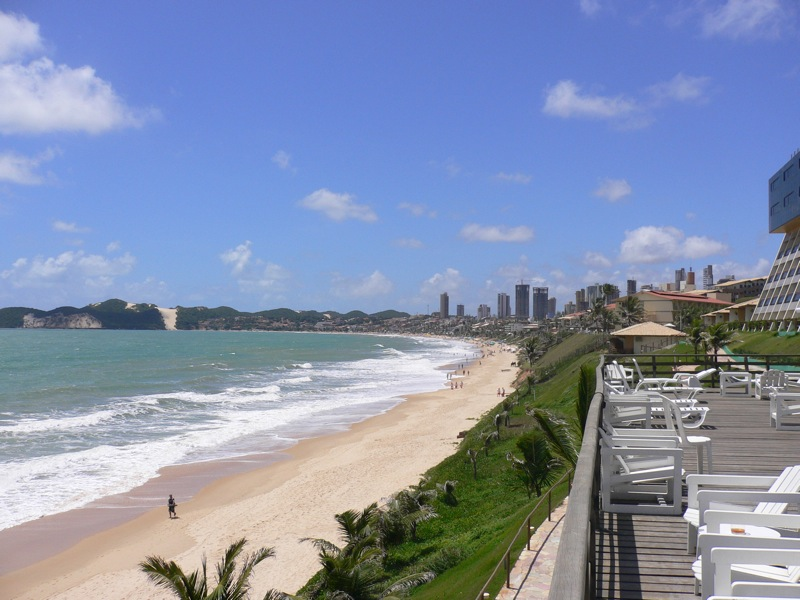
Natal, principal cidade e porta de entrada do polo Costa das Dunas.

O Polo Costa das Dunas é o nome turístico dado à região do litoral leste do estado do Rio Grande do Norte, no Brasil. Porta de entrada do estado, localizado no litoral oriental, baseia-se no turismo de sol e praia com suas praias, lagoas, falésias, dunas e o maior cajueiro do mundo. Fazem parte do polo:
| - Natal - Arês - Baía Formosa - Canguaretama - Ceará-Mirim - Extremoz - Macaíba - Maxaranguape - Nísia Floresta - Parnamirim | - Pedra Grande - Pureza - Rio do Fogo - São Gonçalo do Amarante - São José de Mipibu - São Miguel do Gostoso - Senador Georgino Avelino - Tibau do Sul - Touros - Vila Flor |

Além dos municípios, as seguintes praias abaixo são consideradas polos:
- Genipabu
- Maracajaú
- Pipa
- Pirangi
- Barra de Tabatinga

## Atrativos

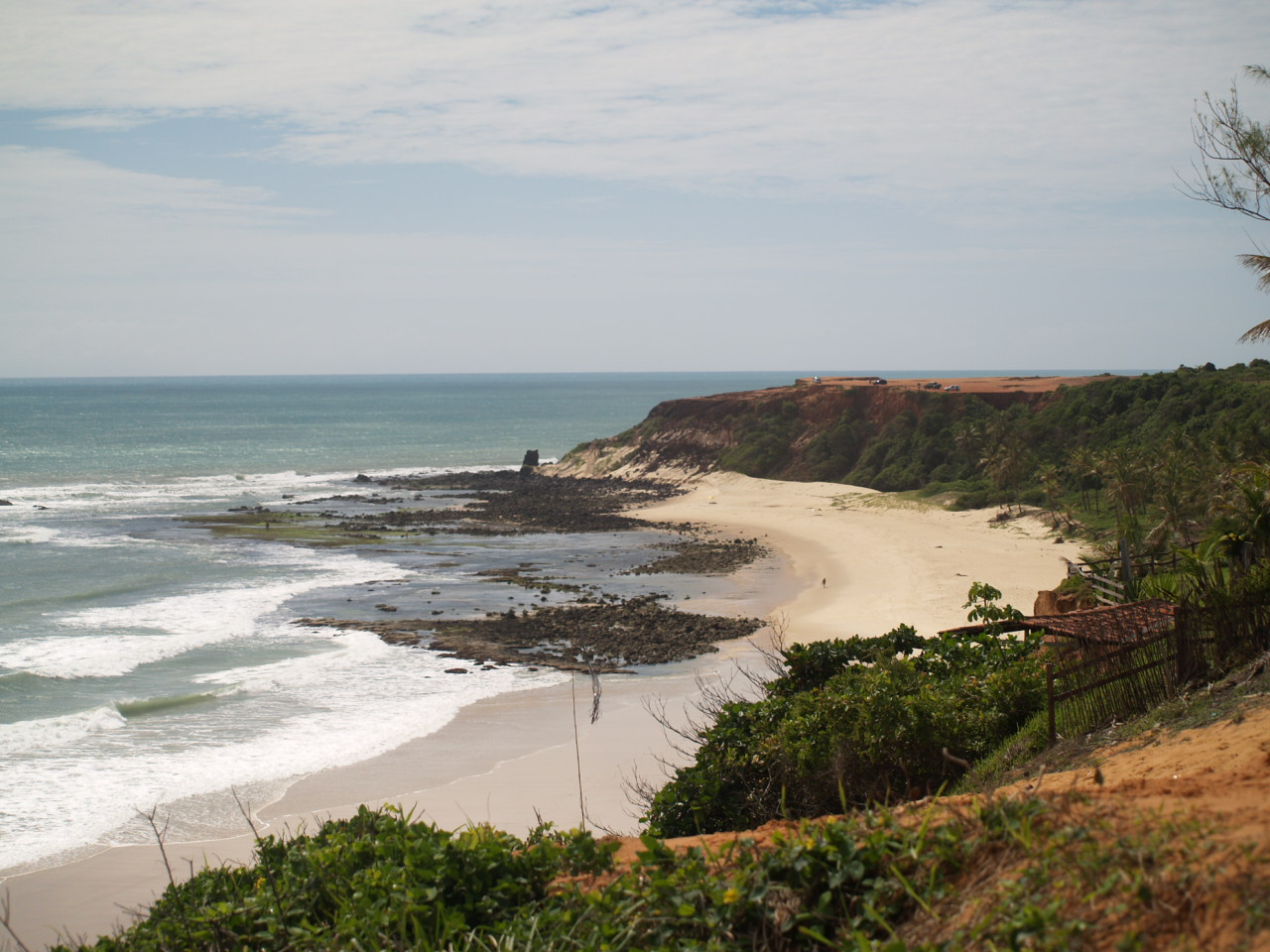
Praia de Pipa
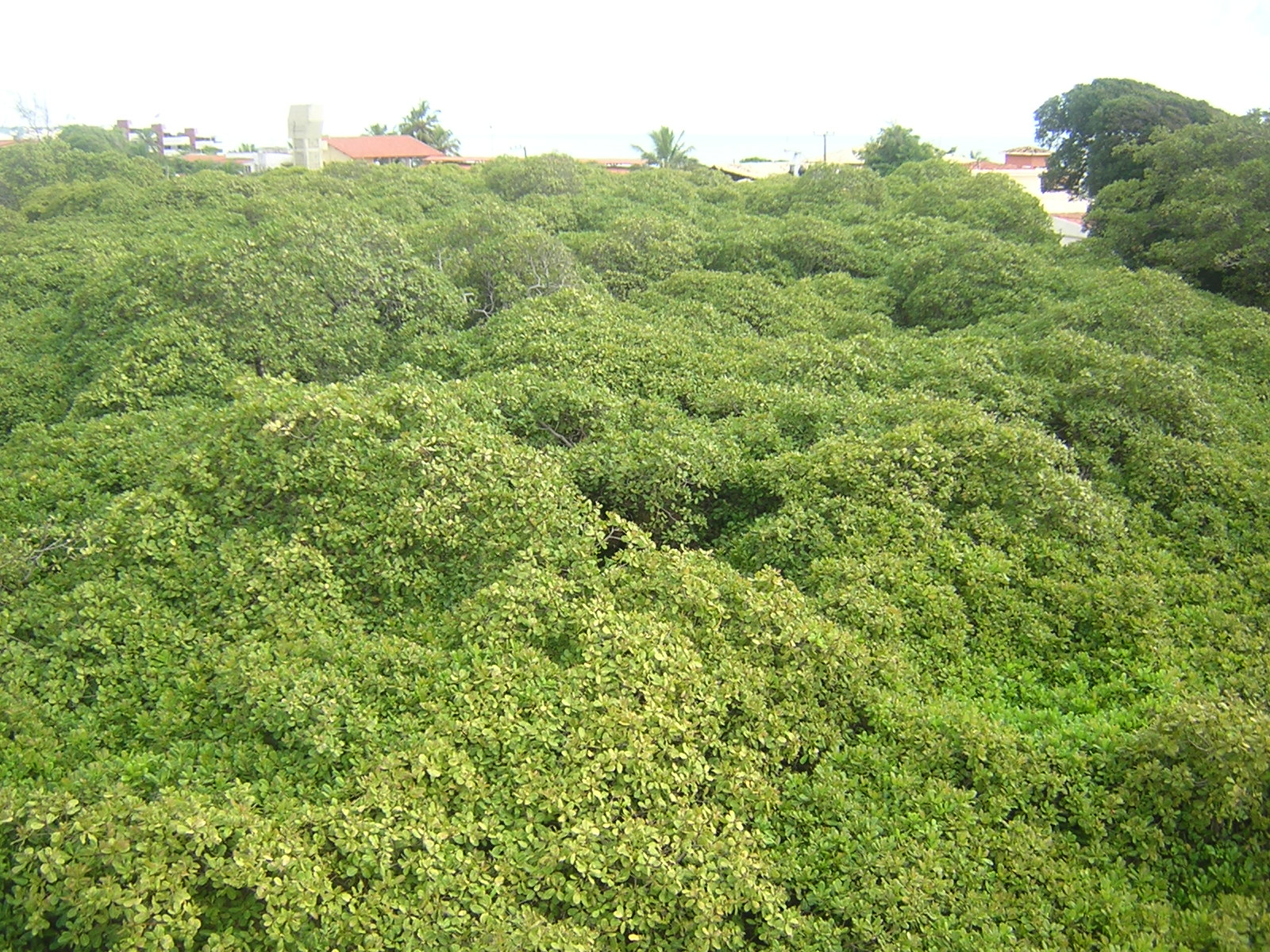
Maior cajueiro do mundo
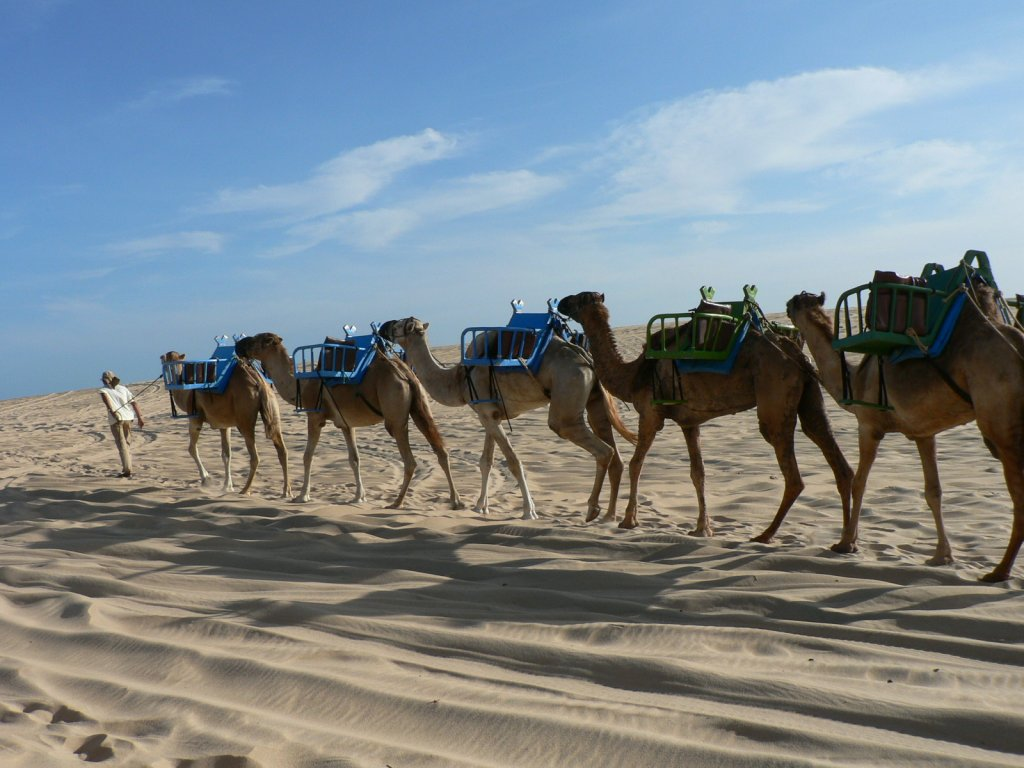
Genipabu
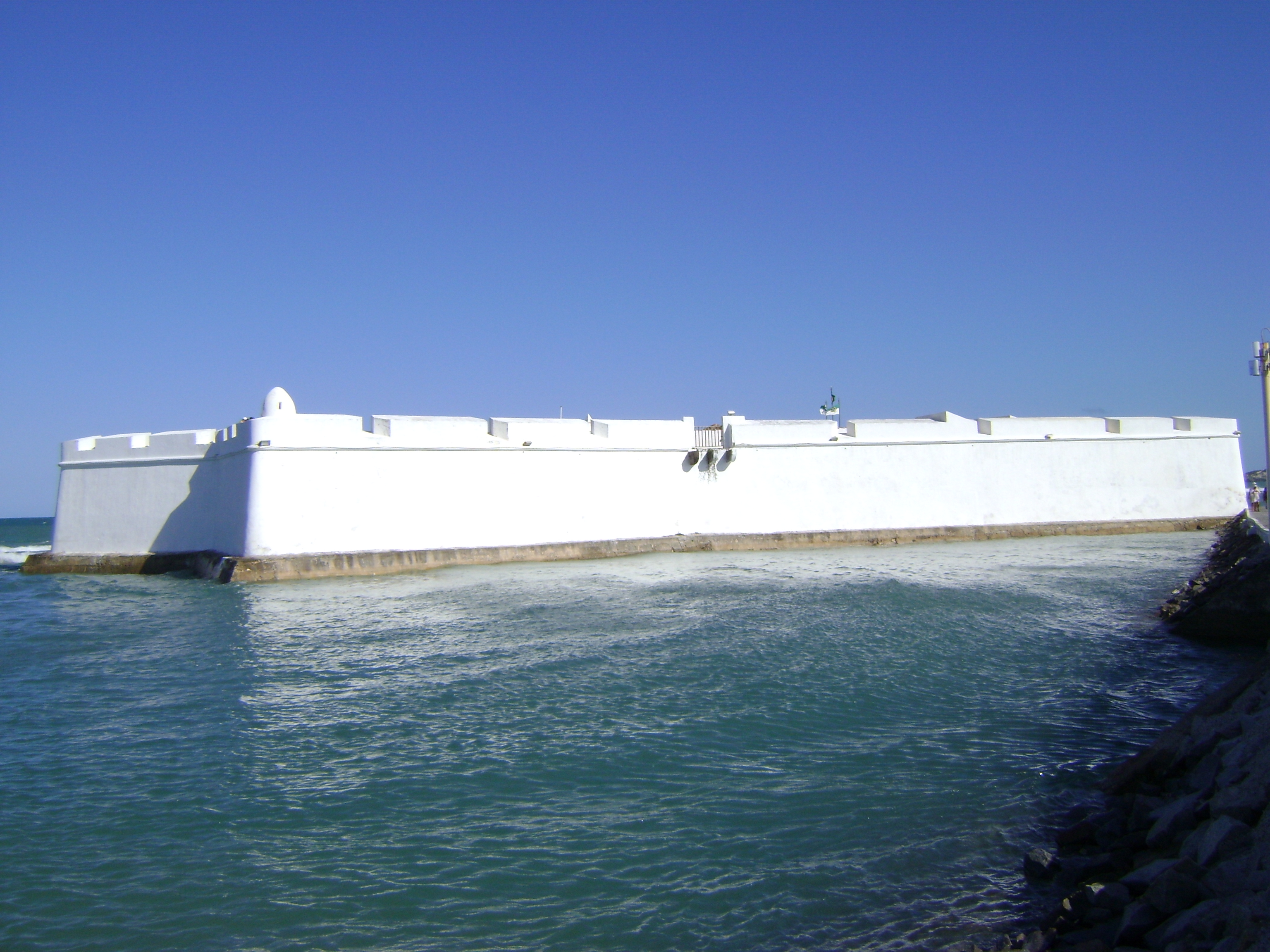
Forte dos Reis Magos
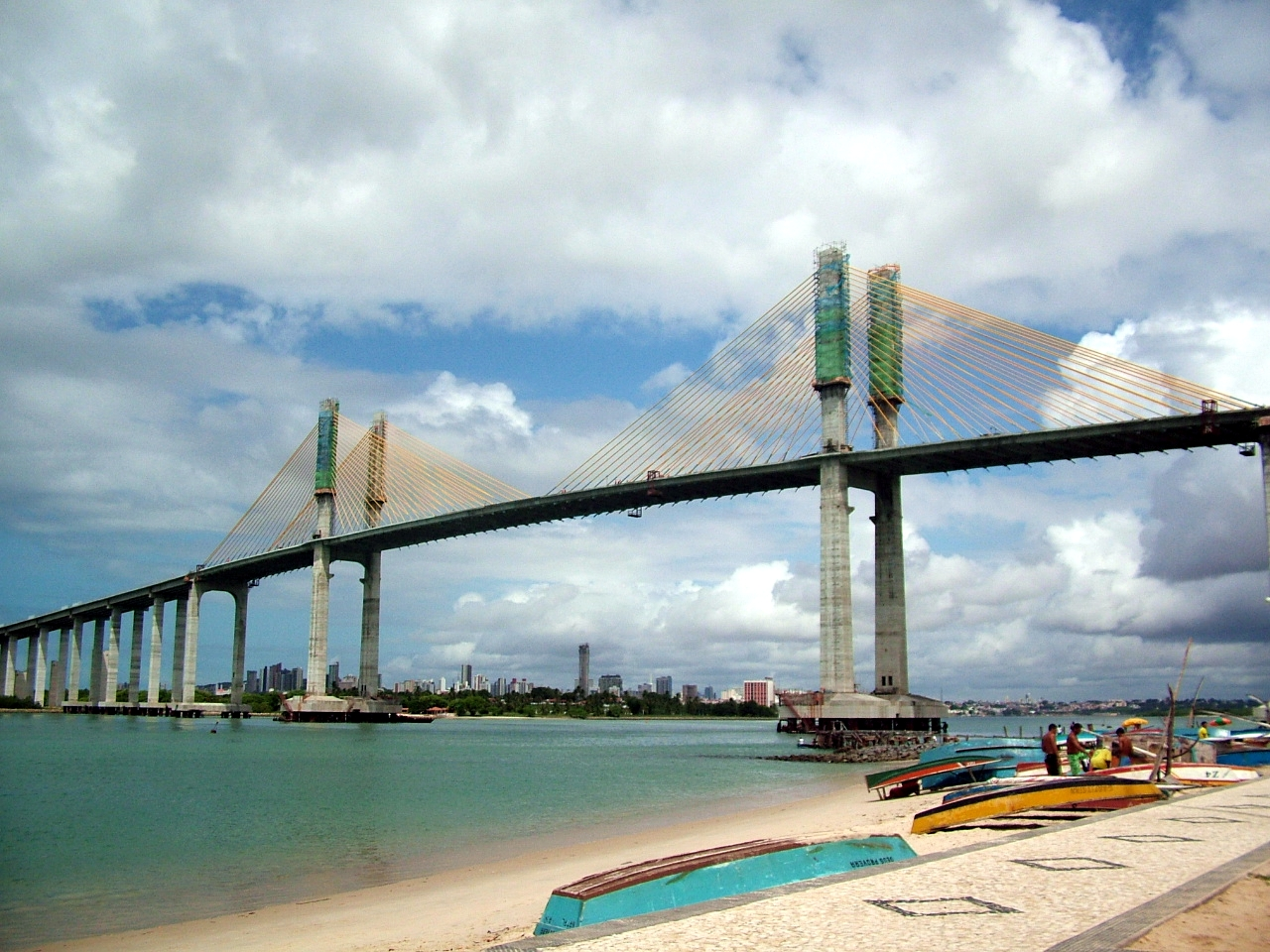
Ponte Newton Navarro
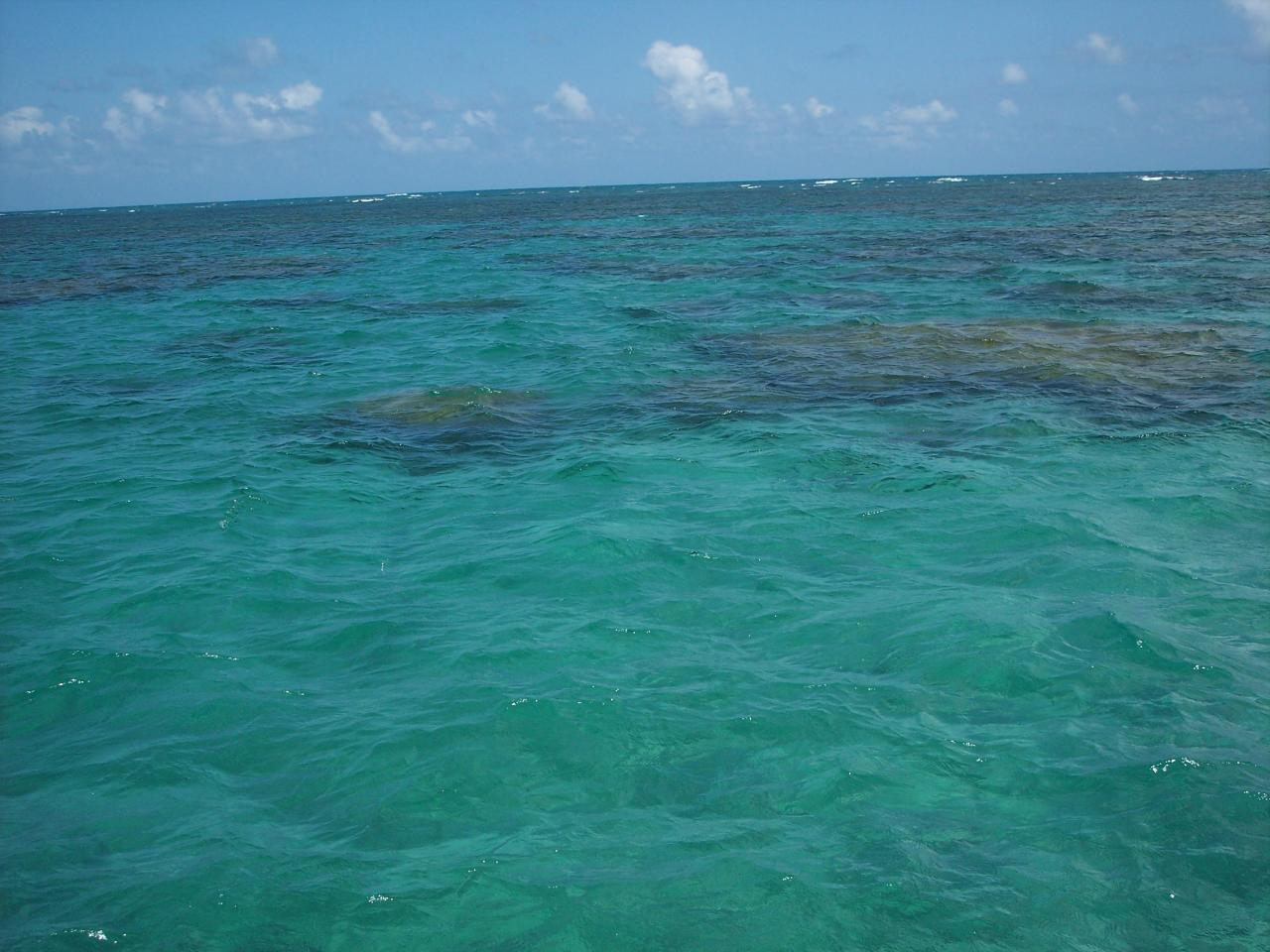
Parrachos de Maracajaú
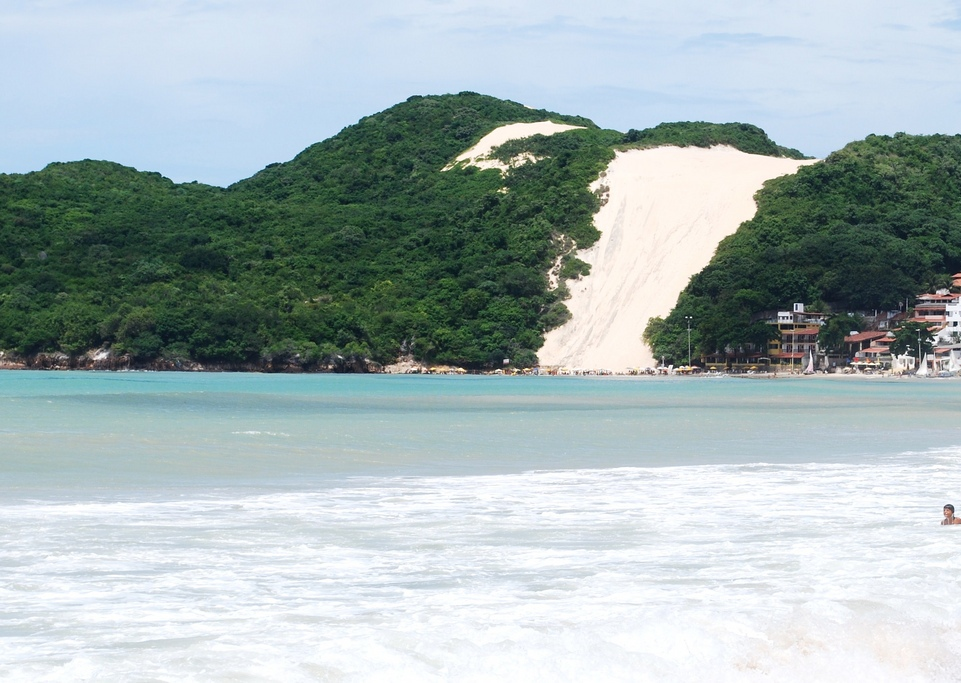
Morro do Careca
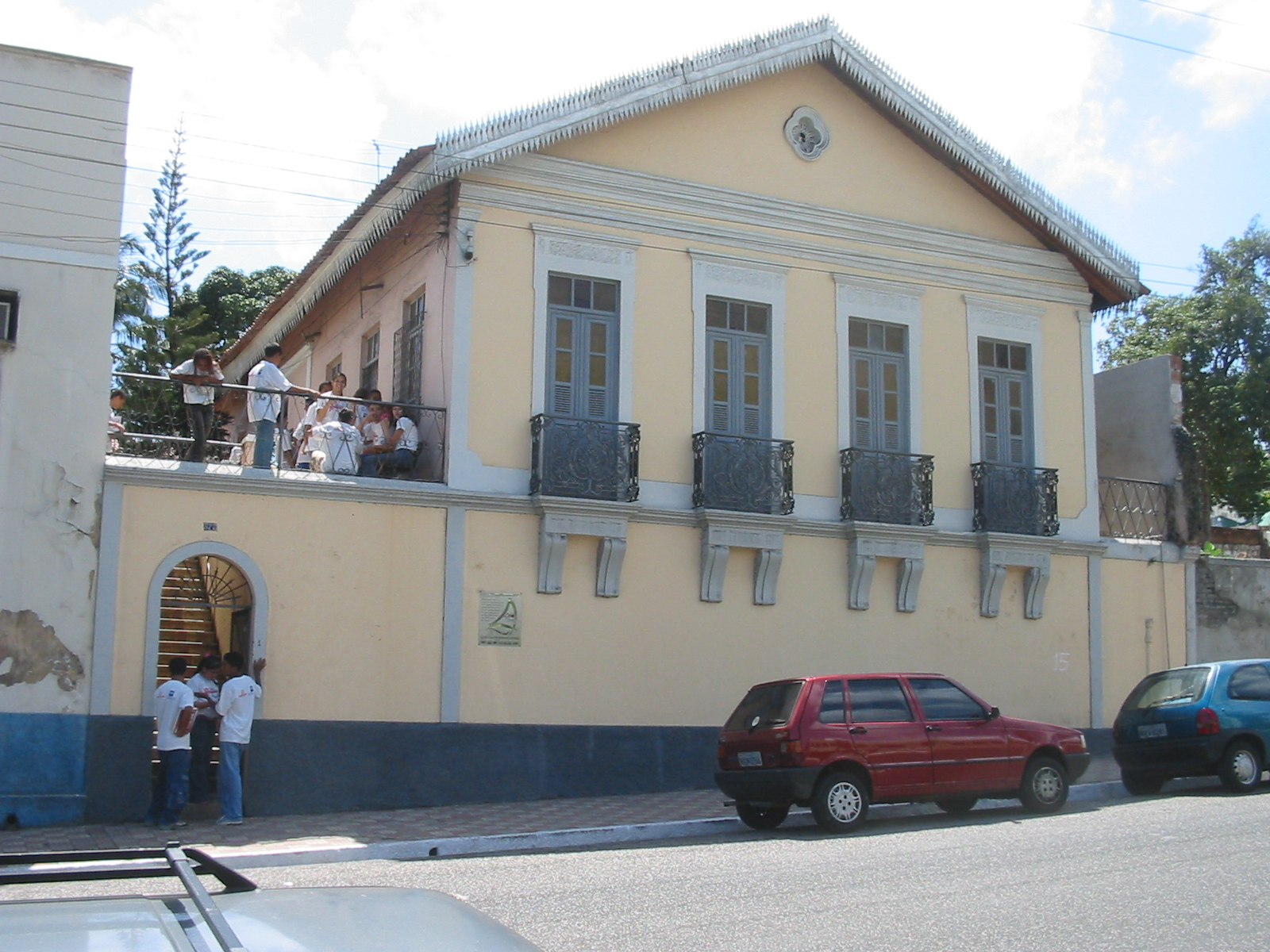
Centro Histórico de Natal
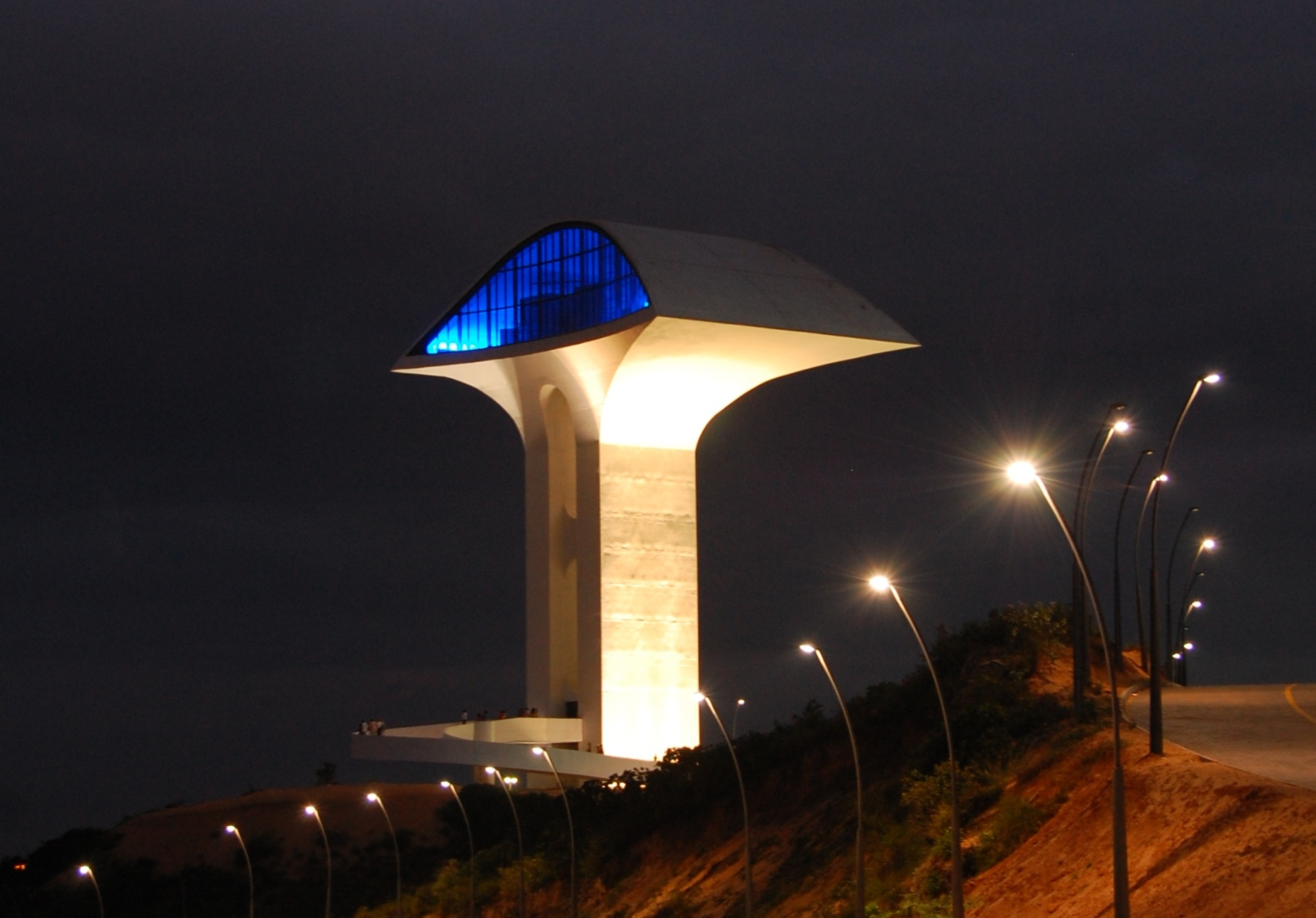
Parque da Cidade
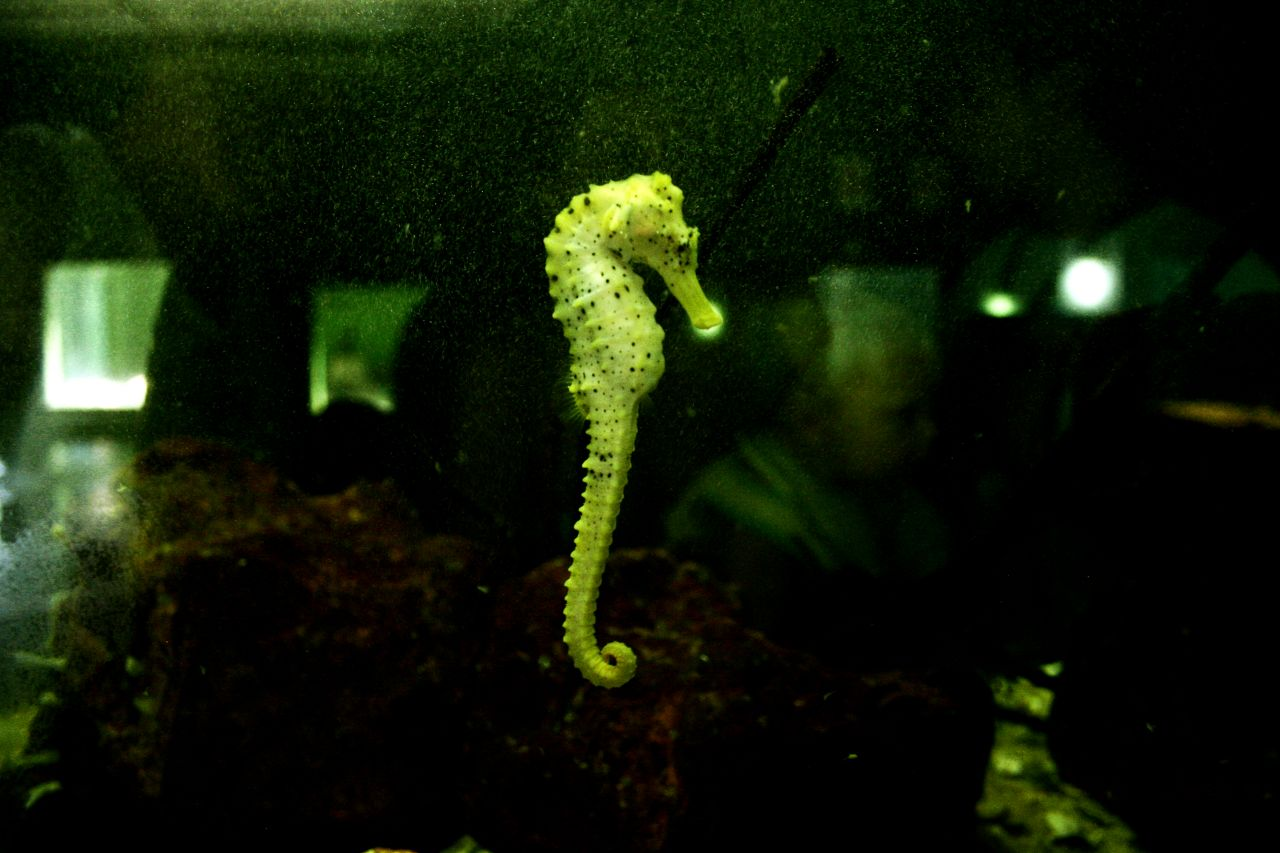
Aquário Natal
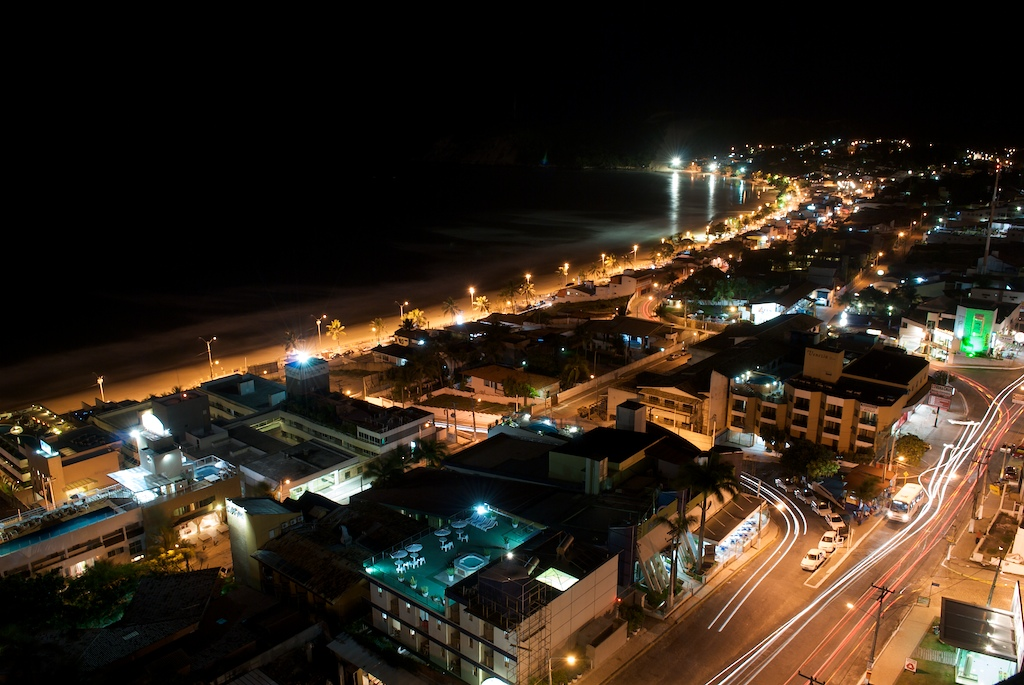
Praia de Ponta Negra